# Lapin Agile

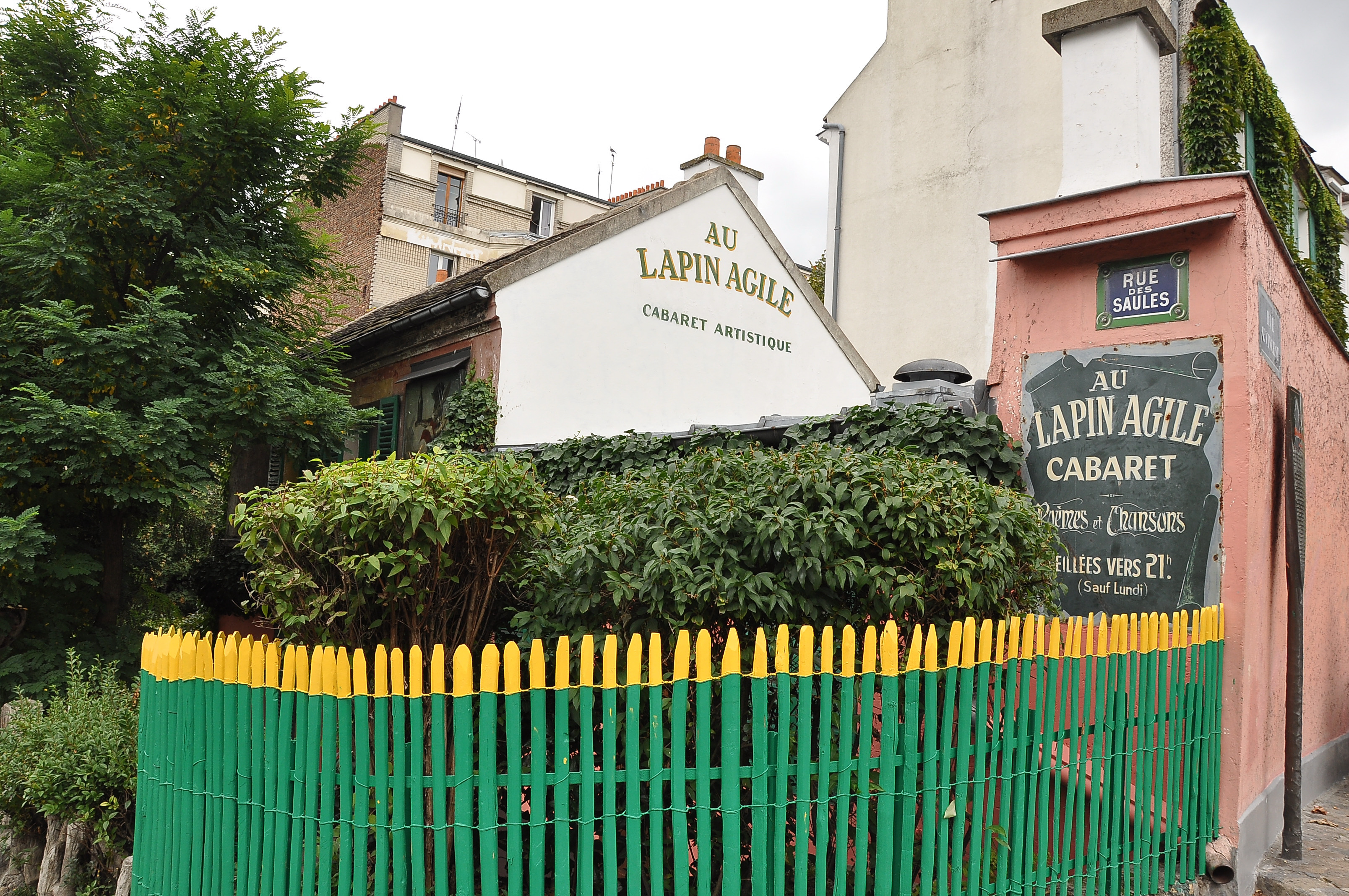
Kabaret Lapin Agile na Montmartre

Lapin Agile – paryski kabaret znajdujący się na ulicy des Saules 22 w centrum dzielnicy Montmartre w 18 okręgu paryskim. Kabaret jest położony na północ od bazyliki Sacré-Cœur.
Oryginalnie kabaret nazywał się Cabaret des Assassins. Nazwa ta została nadana ze względu na pamięć o synu właściciela kabaretu, który zginął w zamachu na kabaret. Kabaret przez ponad 20 lat nie posiadał stałej nazwy aż do 1875 kiedy to artysta André Gill zaproponował nazwę kabaretu Le Lapin à Gill od nazwy położonego w pobliżu klubu nocnego o tej samej nazwie.
W czasie następnych lat nazwa kabaretu ewoluowała do obecnie, jaką jest Cabaret Au Lapin Agile lub zdrobniale po prostu Lapin Agile. W pierwszych latach XX wieku Lapin Agile było jednym z ulubionych miejsc spędzania wolnego czasu przez artystów pisarzy oraz malarzy w tym m.in. Pabla Picassa, Amedeo Modiglianiego, Guillaume Apollinaire oraz Maurice'a Utrillo.

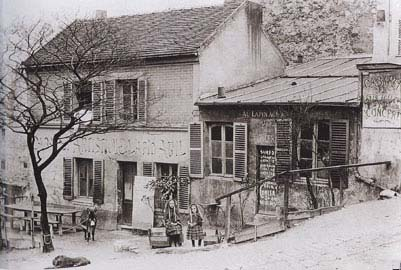
Lapin Agile w 1885

Oprócz popularności wśród artystów Lapin Agile był słynnym miejscem spotkań kryminalistów, sutenerów oraz lokalnych anarchistów pochodzących głównie z Dzielnicy Łacińskiej.
W 1905 Pablo Picasso namalował obraz "W kabarecie Lapin Agile" dzięki czemu kabaret zyskał sławę. Kabaret Lapin Agile był także częstym motywem prac Maurice'a Utrillo.